# Eurytoma sciromatis
Eurytoma sciromatis is een vliesvleugelig insect uit de familie Eurytomidae. De wetenschappelijke naam is voor het eerst geldig gepubliceerd in 1962 door Bugbee.